# Mardeuil
Mardeuil település Franciaországban, Marne megyében. Lakosainak száma 1463 fő (2022. január 1.). Mardeuil Cumières, Damery, Épernay, Hautvillers és Vauciennes községekkel határos.

## Népesség
A település népességének változása:
| Lakosok száma | 1084 | 1512 | 1671 | 1563 | 1590 | 1539 | 1501 | 1480 | 1474 | 1463 |
|               | 1968 | 1982 | 1990 | 2006 | 2013 | 2015 | 2017 | 2019 | 2020 | 2022 |